# محمدرضا حضرت‌پور
محمدرضا حضرت‌پور (زادهٔ ۱۱ فروردین ۱۳۷۸ در ارومیه) بازیکن والیبال اهل ایران است که برای باشگاه والیبال شهرداری ارومیه و تیم ملی والیبال مردان ایران بازی می‌کند. وی در مسابقات والیبال قهرمانی زیر ۱۹ سال پسران جهان در سال ۲۰۱۷ در بحرین به همراه تیم ملی والیبال نوجوانان ایران به مقام قهرمانی جهان رسید. حضرت جزو بهترین لیبرو های حال حاضر جهان است.
وی به همراه تیم ملی والیبال جوانان ایران در مسابقات والیبال قهرمانی زیر ۲۱ سال مردان جهان ۲۰۱۹، قهرمان جهان شد و به مدال طلای جهان دست یافت.

## دوران باشگاهی
محمدرضا حضرت‌پور در تیم‌های والیبال شمس تهران، شهرداری ارومیه، سایپا تهران، پیکان تهران و شهداب یزد سابقهٔ بازی دارد.